# Бернбах
Бернбах (нім. Bärnbach) — місто та громада на півдні Австрії в окрузі Фойтсберг у Штирії.

## Населення
Згідно з переписом 2011 року населення Бернбаха становило 5263 осіб. За оцінками, станом на 1 січня 2017 року у місті проживало 5678 мешканців.

## Релігія
У місті знаходиться католицька парафіяльна церква святої Варвари.